# Sabra Peak
Der Sabra Peak ist ein 394 m hoher Berg auf Südgeorgien im Südatlantik. Auf der Lewin-Halbinsel ragt er zwischen der Little Jason Lagoon und dem Harrison Point auf.
Das UK Antarctic Place-Names Committee benannte ihn 2013. Namensgeber ist der Walfänger Sabra, der später zu einem Versorgungsschiff umfunktioniert wurde und 1964 im Leith Harbor infolge massiver Schneeauflagerungen sank.